# 伊波利特·比斯

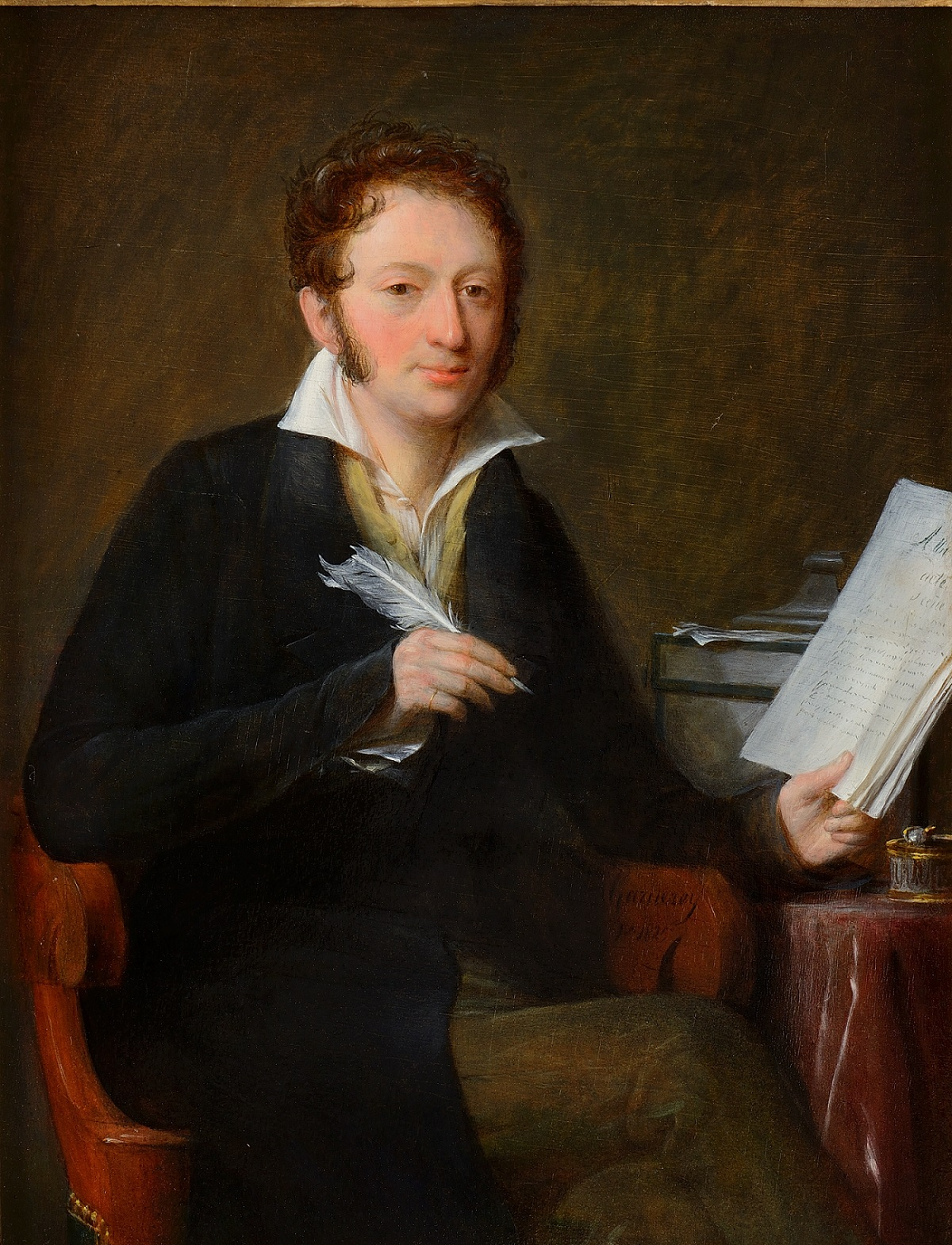
伊波利特·比斯

伊波利特·路易·弗洛朗·比斯（Hippolyte Louis Florent Bis，1789年8月29日 - 1855年3月3日）是 19世纪早期法国剧作家和歌劇劇本作家。 伊波利特·比斯是焦阿基诺·罗西尼主創的歌剧《威廉·退尔》的剧本作者之一。 